# Liga a III-a 2024-2025
Liga a III-a 2024-2025 a fost cel de al 69-lea sezon al Ligii a III-a, a treia divizie a fotbalului românesc. Sezonul a început pe 30 august 2024 și s-a încheiat pe 24 mai 2025.
Acest sezon a fost al cincilea consecutiv cu un format care include 100 de echipe (câte zece echipe în zece serii).

## Sezonul regulat

### Seria 1
Echipe participante:
FC Bacău
Știință Miroslava
CSM Bacău
CS Gloria Ultra
CSM Vaslui
Bucovina Rădăuți
Șomuz Fălticeni
Șoimii Gura Humorului
Ceahlăul Piatra Neamț II
AS USV Iași

### Seria 2
Echipe participante:
Sporting Voința Liești
Unirea Braniștea
Târgu Secuiesc
Aerostar Bacău
Sepsi OSK Sfântu Gheorghe II
CSM Râmnicu Sărat
CSM Adjud 1946
FC Viitorul Onești
Dacia Unirea Brăila
ACS Voința Limpeziș

### Seria 3
Echipe participante:
SC Popești-Leordeni
Recolta Gheorghe Doja
Dunărea Călărași
Progresul Fundulea
Înainte Modelu
Agricola Borcea
Gloria Băneasa
Axiopolis Cernavodă
CS Medgidia
CSM Fetești

### Seria 4
Echipe participante:
Alexandria
Progresul Spartac
CS Dinamo București
Vedița Colonești
Oltul Curtișoara
Dunărea 2020 Giurgiu
Inter Ilfov
Cetatea Turnu Măgurele
Petrolul Potcoava
Sporting Roșiori

### Seria 5
Echipe participante:
Tunari
CS Blejoi
CSL Stefănești
Urban Titu
Petrolul Ploiești II
CS Păulești
FC Pucioasa
Flacăra Moreni
ACS FC Dinamo București
Sport-Team București

### Seria 6
Echipe participante:
Odorheiu Secuiesc
CSO Băicoi
Municipal Brașov
CSO Plopeni
Olimpic Zărnești
Tricolorul Breaza
Gheorgheni
Cetate Râșnov
Kids Tâmpa Brașov
Ciucaș Tărlungeni

### Seria 7
Echipe participante:
Gloria Bistrița
Unirea Alba Iulia
Universitar Alba Iulia
ACS Mediaș
ACS Târgu Mureș
CIL Blaj
Unirea Dej
Metalurgistul Cugir
Avântul Reghin
CSM Codlea

### Seria 8
Echipe participante:
SCM Râmnicu Vâlcea
ACSO Filiași
Unirea Bascov
Speed Academy Pitești
Vulturii Fărcășești
Jiul Petroșani
Gilortul Târgu Cărbunești
Viitorul Dăești
Muscelul Câmpulung Muscel
Sparta Râmnicu Vâlcea

### Seria 9
Echipe participante:
SSU Poli Timișoara
Minerul Lupeni
Progresul Pecica
CSC Ghiroda
CSC Peciu Nou
Lotus Băile Felix
Viitorul Arad
Gloria Lunca-Teuz Cermei
Timișul Șag
Avântul Periam

### Seria 10
Echipe participante:
Minaur Baia Mare
SCM Zalău
CSM Satu Mare
Crișul Sântandrei
CSM Sighetu Marmației
Sănătatea Cluj
Viitorul Cluj
Vulturul Mintiu Gherlii
Olimpia Satu Mare
ACS Diosig

## Play-off
| Clasarea echipelor în play-off și play-out a fost stabilită după cum urmează: 1. Puncte; 2. Puncte în sezonul regular; 3. Puncte în meciuri directe; 4. Diferență de goluri în meciuri directe; 5. Goluri marcate în meciuri directe; 6. Diferență de goluri (sezon regular + play-off); 7. Goluri marcate (sezon regular + play-off); 8. Baraj. |

|  |

## Barajele de promovare în Liga a II-a
Pentru promovarea în Liga a II-a 2025-2026, echipele de pe primele două locuri din fiecare serie au disputat două baraje, ambele în dublă-manșă (tur-retur). Meciurile tur din primul baraj a avut loc pe 21 mai 2025, iar returul pe 24 mai. Turul din cel de-al doilea baraj a avut loc pe 31 mai, iar returul pe 4 iunie.

### Semifinale

#### Tur
| 21 mai 2025 | Miroslava | 1-2 | Unirea Braniștea⁠(d) | Uricani          |  |
| 18:00       |           |     |                     | Stadion: Uricani |  |

| 21 mai 2025 | Vedița Colonești⁠(d) | 1-0 | Leordeni | Colonești            |  |
| 18:00       |                     |     |          | Stadion: Mircea Stan |  |

| 21 mai 2025 | Dunărea Călărași | 2-4 | CS Dinamo | Călărași           |  |
| 18:00       |                  |     |           | Stadion: Ion Comșa |  |

| 21 mai 2025 | CS Blejoi | 0-3 | Odorheiu Secuiesc | Blejoi           |  |
| 18:00       |           |     |                   | Stadion: Comunal |  |

| 21 mai 2025 | Unirea Alba Iulia | 1-0 | SCM Râmnicu Vâlcea | Alba Iulia      |  |
| 18:00       |                   |     |                    | Stadion: Cetate |  |

| 21 mai 2025 | Politehnica Timișoara | 1-2 | Minaur Baia Mare | Timișoara          |  |
| 18:00       |                       |     |                  | Stadion: Electrica |  |

| 21 mai 2025 | CSM Olimpia | 2-2 | Minerul Lupeni | Satu Mare              |  |
| 18:00       |             |     |                | Stadion: Daniel Prodan |  |

#### Retur
| 24 mai 2025 | Unirea Braniștea⁠(d) | 4-3 | Miroslava | Galați          |  |
| 17:30       |                     |     |           | Stadion: Oțelul |  |

| 24 mai 2025 | Leordeni | 1-1 (d.p.) | Vedița Colonești⁠(d) | Popești-Leordeni   |  |
| 17:30       |          |            |                     | Stadion: Inter Gaz |  |

| 24 mai 2025 | CS Dinamo | 1-1 | Dunărea Călărași | Cernica          |  |
| 17:30       |           |     |                  | Stadion: Comunal |  |

| 24 mai 2025 | Odorheiu Secuiesc | 4-1 | CS Blejoi | Odorheiu Secuiesc  |  |
| 17:30       |                   |     |           | Stadion: Municipal |  |

| 24 mai 2025 | SCM Râmnicu Vâlcea | 1-0 (d.p.) (4-2 d.l.d.) | Unirea Alba Iulia | Râmnicu Vâlcea     |  |
| 17:30       |                    |                         |                   | Stadion: Municipal |  |

| 24 mai 2025 | Minaur Baia Mare | 1-2 (d.p.) (6-7 d.l.d.) | Politehnica Timișoara | Baia Mare                |  |
| 17:30       |                  |                         |                       | Stadion: Viorel Mateianu |  |

| 24 mai 2025 | Minerul Lupeni | 0-4 | CSM Olimpia | Lupeni           |  |
| 17:30       |                |     |             | Stadion: Minerul |  |

### Finala

#### Tur
| 31 mai 2025 | CSM Olimpia | 2-0 | Politehnica Timișoara | Satu Mare              |  |
| 16:30       |             |     |                       | Stadion: Daniel Prodan |  |

| 31 mai 2025 | FC Bacău | 3-1 | Unirea Braniștea⁠(d) | Ruși-Ciutea            |  |
| 18:00       |          |     |                     | Stadion: Baza sportivă |  |

| 31 mai 2025 | Vedița Colonești⁠(d) | 2-4 | CS Dinamo | Colonești            |  |
| 18:00       |                     |     |           | Stadion: Mircea Stan |  |

| 31 mai 2025 | CS Tunari | 4-0 | Odorheiu Secuiesc | Tunari           |  |
| 18:00       |           |     |                   | Stadion: Comunal |  |

| 31 nai 2025 | Gloria Bistrița Năsăud | 1-0 | SCM Râmnicu Vâlcea | Bistrița                |  |
| 18:00       |                        |     |                    | Stadion: Jean Pădureanu |  |

#### Retur
| 4 iunie 2025 | Unirea Braniștea⁠(d) | 2-3 | FC Bacău | Galați          |  |
| 17:30        |                     |     |          | Stadion: Oțelul |  |

| 4 iunie 2025 | CS Dinamo | 1-1 | Vedița Colonești⁠(d) | București       |  |
| 17:30        |           |     |                     | Stadion: Dinamo |  |

| 4 iunie 2025 | Odorheiu Secuiesc | 1-1 | CS Tunari | Odorheiu Secuiesc  |  |
| 17:30        |                   |     |           | Stadion: Municipal |  |

| 4 iunie 2025 | SCM Râmnicu Vâlcea | 3-2 (d.p.) (4-5 d.l.d.) | Gloria Bistrița Năsăud | Râmnicu Vâlcea          |  |
| 17:30        |                    |                         |                        | Stadion: Râmnicu Vâlcea |  |

| 4 iunie 2025 | Politehnica Timișoara | 1-2 | CSM Olimpia | Timișoara          |  |
| 17:30        |                       |     |             | Stadion: Electrica |  |